# Dicranomyia (Dicranomyia) sternolobatoides almorae
Dicranomyia (Dicranomyia) sternolobatoides almorae is een ondersoort van de tweevleugelige Dicranomyia (Dicranomyia) sternolobatoides uit de familie steltmuggen (Limoniidae). De ondersoort komt voor in het Oriëntaals gebied.